# Pseudaletis richardi
Pseudaletis richardi is een vlinder uit de familie van de Lycaenidae. De wetenschappelijke naam van de soort is voor het eerst geldig gepubliceerd in 1953 door Stempffer.